# عید الفارسی
عید الفارسی (عربی: عيد بن محمد الفارسي؛ زاده ۳۱ ژانویهٔ ۱۹۸۷) یک بازیکن فوتبال اهل عمان است.
وی همچنین در تیم ملی فوتبال عمان بازی کرده‌است.